# Dasineura violae
Dasineura violae är en tvåvingeart som först beskrevs av Löw 1880.  Dasineura violae ingår i släktet Dasineura och familjen gallmyggor. Inga underarter finns listade i Catalogue of Life.